# Fresnoy-la-Rivière
Fresnoy-la-Rivière település Franciaországban, Oise megyében. Lakosainak száma 681 fő (2022. január 1.). Fresnoy-la-Rivière Bonneuil-en-Valois, Feigneux, Morienval és Russy-Bémont községekkel határos.

## Népesség
A település népességének változása:
| Lakosok száma | 620  | 641  | 644  | 651  | 665  | 679  | 677  | 675  | 681  |
|               | 2013 | 2015 | 2016 | 2017 | 2018 | 2019 | 2020 | 2021 | 2022 |